# 学校法人明徳育英会
学校法人明徳育英会（がっこうほうじんミョンドクいくえいかい）は大韓民国慶尚南道咸安郡にある学校法人である。尹孝亮によって設立された。

## 沿革
- 1951年8月30日 - 尹孝亮によって「無知、貧困、疾病の打破」を建学理念に漆原中学校を設立。
- 1952年1月19日 - 郡北中学校設立。
- 1952年5月8日 - 漆原中学校漆北分校（現：漆城中学校）設立。
- 1952年5月12日 - 漆原農業高等学校（現：漆原高等学校）設立。
- 1954年9月7日 - 咸安女子中学校設立。
- 1966年3月30日 - 郡北高等学校、咸安女子高等学校（現：明徳高等学校）設立。
- 1966年11月19日 - 咸安代山商業高等学校（現：咸安代山高等学校）設立。

## 設立学校
(すべて咸安郡内にある)

### 中学校
- 漆原中学校
- 漆城中学校
- 郡北中学校
- 代山中学校
- 咸安女子中学校

### 高等学校
- 漆原高等学校
- 郡北高等学校
- 明徳高等学校
- 咸安代山高等学校